# Münchener Freiheit
Münchener Freiheit er en tysk pop- og rockgruppe, som repræsenterede Tyskland ved Eurovision Song Contest 1993 med sangen "Viel zu weit". 
Deres største pophit er Ohne dich (schlaf' ich heut' nacht nicht ein) som blev populær over store dele af Europa.